# Neolophonotus percus
Neolophonotus percus är en tvåvingeart som beskrevs av Jason Gilbert Hayden Londt 1988. Neolophonotus percus ingår i släktet Neolophonotus och familjen rovflugor. Inga underarter finns listade i Catalogue of Life.